# Rosellina Burri-Bischof
Rosellina Burri-Bischof (née Rosellina Mandel, le 5 juin 1925 à Zurich ; morte le 30 janvier 1986 dans la même ville) est une conservatrice suisse et historienne de la photographie contemporaine. 
Elle joua un rôle déterminant dans le développement international de l'agence de photographie suisse Magnum.

## Biographie
En 1940, elle décide d'intégrer l'équipe Magnum, et elle défendra constamment une éthique humaniste de la photographie. Avec le Du en Suisse, jusqu'à Life, de Tokyo à New York, elle mettra en avant une équipe européenne qui révolutionnait la notion d'agence de photographie.
Elle épouse en 1949 le photographe Werner Bischof, reporter qui, du Japon à l'Amérique latine, fut à travers ses livres et ses publications dans les grands magazines un des pivots du photo-journalisme des années cinquante.
Elle participe à la création de l'International Center of Photography de New York avec Cornell Capa, et défend l'idée que le photo-journalisme est un moyen d'expression individuel. Ses amis, Henri Cartier-Bresson et Marc Riboud, savent que c'est grâce à elle, et son travail dans le développement international de l'agence Magnum.
En 1954, son mari Werner Bischof disparait au cours d'un reportage dans les Andes. Ils n'ont été mariés que 5 ans. 
En 1963, elle épouse le photographe suisse René Burri, membre de l'agence Magnum. Elle crée, avec quelques amis, la Fondation suisse pour la photographie. Cette institution s'installe dans les locaux de la prestigieuse Kunsthaus de Zurich.
Les derniers jours de sa vie résumèrent sa position humaniste : sans illusion sur l'issue du cancer qui l'avait frappée, elle régla d'abord les derniers détails de la rétrospective et du catalogue de son premier époux, Werner Bischof. Puis, trop affaiblie pour terminer la préparation de la rétrospective, elle passa ses derniers jours à lire la biographie de son ancien ami Robert Capa qui venait de paraître chez Knops à New York.

## Travaux

### Éditrice
- Werner Bischof, Japan. Manesse, Zürich 1954.
- Werner Bischof 1916—1954. Bale, 1954.
- Werner Bischof, Robert Frank, Pierre Verger: Indios. Manesse, Zürich 1956.
- Werner Bischof, Unterwegs. Texte de Manuel Gasser, Manesse, Zürich 1957.
- Werner Bischof. Das fotografische Werk. Herausgeber: Gewerbemuseum Basel, Basel 1958.
- Werner Bischof 1916–1954, Prag 1960.
- Werner Bischof, Querschnitt. 48 Photographien. Arche, Zürich 1961.
- Werner Bischof. Texte de Rosellina Bischof-Burri. 1971.
- Photographie in der Schweiz von 1840 bis heute, avec Hugo Loetscher
  - Version française : Gerda Bouvier: Photographes suisses depuis 1840 à nos jours. Teufen 1977.
- René Burri — one world. Fotografien und Collagen 1950—1983. Benteli, Sulgen 1984.
  - Version française : René Burri – one world. Photographies et collages 1950-1983. Benteli, Sulgen 1984.

### Commissaire d'exposition
Expositions photo avec des photos de Werner Bischof
- 1955 : Japan. Smithsonian Institution, Washington
- 1961 : Smithsonian Institution, Washington
- 1966 : Galerie Form, Zürich
- 1967 : Musée des Arts décoratifs, Paris
- 1968 : IBM Gallery, New York
- 1968 : Wanderausstellung in Japan
- 1968 : Galerie du Château d'Eau, Toulouse
- 1968 : IBM Gallery, New York
- 1984 : Stiftung für die Photographie im Kunsthaus Zürich

Expositions photos au Kunsthaus de Zürich (sélection)
- 1976 : Robert Frank
- 1976 : Christian Vogt
- 1976 : Lee Friedlander
- 1977 : Josef Koudelka
- 1977 : Erich Salomon
- 1977 : Herbert List
- 1977 : Walter Bosshard
- 1977 : Jean Mohr
- 1978 : Eugène Atget
- 1978 : Doris Quarella
- 1978 : Alexander Rodthschenko
- 1978 : Herbert Matter
- 1978 : Heinrich Kühn
- 1979 : Elliott Erwitt
- 1979 : Paul Strand
- 1979 : Eugene Smith
- 1980 : Edward Steichen
- 1980 : Giovanella Caetani-Grenier et Inge Morath
- 1980 : Monique Jacot
- 1981 : Paul Senn
- 1981 : Henri Cartier-Bresson